# Gunnar Engdahl
Gunnar Verner Engdahl, född 17 augusti 1921 i Överluleå församling i Norrbottens län, död 29 januari 2009 i Skaftö församling i Västra Götalands län, var en svensk militär.

## Biografi
Engdahl avlade studentexamen i Skövde 1939. Han avlade officersexamen vid Krigsskolan 1942 och utnämndes samma år till fänrik vid Göteborgs luftvärnsdivision, där han befordrades till löjtnant 1944. Han gick Luftvärnsofficersskolan vid Artilleri- och ingenjörhögskolan 1944–1945 och Högre artillerikursen där 1947–1949, varefter han befordrades till kapten 1950, inträdde i Fälttygkåren 1951 och tjänstgjorde vid Tygavdelningen i Arméförvaltningen från 1951. Han var också anställd vid Bofors 1951–1952 och lärare i matematik vid Luftvärnsofficersskolan i Artilleri- och ingenjörofficersskolan 1953–1957. Han tjänstgjorde vid Roslagens luftvärnsregemente 1957–1958 och studerade vid College of Aeronautics i Cranfield 1958–1959, varefter han var lärare och kurschef vid Militärhögskolan och Krigshögskolan 1959–1965, bland annat lärare i vapenteknik vid Militärhögskolan från 1959. Han befordrades till major i Fälttygkåren 1961 och till överstelöjtnant i Fälttygkåren 1964. Åren 1965–1968 tjänstgjorde han vid Arméförvaltningen: i Radarbyrån i Elektroavdelningen 1965–1966 och som chef för Centralplaneringen 1966–1968. År 1968 befordrades han till överste i Fälttygkåren, varpå han 1968–1978 tjänstgjorde i Armématerielförvaltningen (från 1972 Huvudavdelningen för armémateriel) vid Försvarets materielverk: som chef för Planeringen 1968–1974, som tillförordnad chef för Vapenavdelningen 1973–1974 och som chef för Vapenavdelningen 1974–1978. Engdahl utnämndes 1974 till överste av första graden i Generalstabskåren och inträdde 1978 i reserven.
Gunnar Engdahl invaldes 1972 som ledamot av Kungliga Krigsvetenskapsakademien.

## Utmärkelser
- Riddare av första klass av Svärdsorden, 1961.[17]
- Kommendör av Svärdsorden, 6 juni 1972.[18]
- Kommendör av första klass av Svärdsorden, 6 juni 1974.[19]